# ديفيد جاي ويليام
ديفيد جاي ويليام (بالإنجليزية: David J. Hale)‏ هو قاضي ومحامي أمريكي، ولد في 30 يونيو 1967 في فورت كامبل في الولايات المتحدة.